# Alberto García Cabrera
Alberto García Cabrera (Barcelona, 9 de febrer de 1985) és un exfutbolista professional català, que ocupava la posició de porter. Es va retirar al Rayo Vallecano.

## Carrera de club
Format al planter del FC Barcelona, CE Europa i UE Cornellà, va iniciar la seua carrera al CF Rayo Majadahonda madrileny el 2004. Després de militar en diversos equips de Segona B, (UE Sant Andreu, Vila-real CF B, Águilas CF i UE Figueres), va fitxar pel Reial Múrcia CF.
Inicialment assignat al Real Murcia Imperial a tercera divisió, García va debutar amb el primer equip, i a La Liga el 17 de maig de 2008, jugant com a titular en una derrota a casa per 3–5 contra el FC Barcelona quan el seu equip ja estava descendit. Va ser la seva única aparició aquella temporada
García fou promocionat al primer equip el juny de 2008, però fou usat només com a suplent de Juan Elía. L'1 de setembre de 2009, va marxar al Córdoba CF, també de Segona Divisió, on va jugar més regularment.
El 18 de juny de 2013, García va acabar el seu contracte amb els andalusos, i va signar per quatre anys amb l'Sporting de Gijón hores despés. El 15 de juliol de 2016 va marxar al Getafe CF de segona divisió, i hi va firmar contrate per dos anys com a agent lliure.
El 13 de juliol de 2017, després de perdre la titularitat en favor de Vicent Guaita, García fou cedit al Rayo Vallecano per un any, amb clàusula de compra obligatòria en cas d'ascens. El següent 1 de juliol va signar contracte permanent per tres anys amb el club.
El 25 de juny de 2021, després d'haver lluitat amb les lesions durant les dues darreres campanyes, García va anunciar la seva retirada.

## Palmarès
Rayo Vallecano
- Segona Divisió: 2017–18